# Jívka
Jívka (německy Jibka, Jübka) je obec v okrese Trutnov v Královéhradeckém kraji. Žije v ní 601 obyvatel. Obcí, respektive Vernéřovicemi, prochází silnice II/301 a Janovicemi a Hodkovicemi železniční trať Trutnov – Teplice nad Metují.

## Historie
První písemná zmínka o vesnici pochází z roku 1542.

## Obecní správa
Správní území obce se skládá z šesti katastrálních území: Dolní Vernéřovice. Hodkovice u Trutnova, Horní Vernéřovice, Janovice u Trutnova, Jívka a Studnice u Jívky. V nich stojí základní sídelní jednotky Dolní Vernéřovice, Hodkovice, Horní Vernéřovice, Nové Domy (k. ú. Horní Vernéřovice), Janovice, Jívka a Studnice.

## Pamětihodnosti
- Sloup se sochou svatého Jana Nepomuckého na kraji vesnice, nad pramenem
- Důl Bohumír – podzemní expozice dolování mědi z let 1853–1959[7]
- Sousoší Tří svatých králů ve Studnici[8]